# Tipula (Pterelachisus) mitophora
Tipula (Pterelachisus) mitophora is een tweevleugelige uit de familie langpootmuggen (Tipulidae). De soort komt voor in het Palearctisch gebied.